# Gorgone ampelina
Gorgone ampelina är en fjärilsart som beskrevs av Felder 1874. Gorgone ampelina ingår i släktet Gorgone och familjen nattflyn. Inga underarter finns listade i Catalogue of Life.